# Hyloniscus borceai
Hyloniscus borceai là một loài chân đều trong họ Trichoniscidae. Loài này được Radu miêu tả khoa học năm 1977.